# Lafage
Lafage – miejscowość i gmina we Francji, w regionie Oksytania, w departamencie Aude.
Według danych na rok 1990 gminę zamieszkiwało 65 osób, a gęstość zaludnienia wynosiła 5 osób/km² (wśród 1545 gmin Langwedocji-Roussillon Lafage plasuje się na 836. miejscu pod względem liczby ludności, natomiast pod względem powierzchni na miejscu 604.).

## Zabytki
Zabytki w miejscowości posiadające status Monument historique:
- zamek w Lafage (Château de Lafage)